# Mervin n.º 499
Mervin n.º 499 es un municipio rural canadiense situado en la provincia de Saskatchewan.

## Superficie
Mervin n.º 499 tiene una superficie de 1581,66 km².

## Demografía
En 2021, tenía 1711 habitantes, una densidad poblacional de 1,1 hab./km², y 1631 viviendas.